# Absoluteindruck
Als Absoluteindruck bezeichnet man in der Wahrnehmungspsychologie einen direkt auf der  Sinneswahrnehmung beruhenden subjektiven Eindruck über die quantitativen Eigenschaften  eines Gegenstandes oder Anschauungsobjektes. Die Feststellung der Fähigkeit zur Wahrnehmung an sich ist Grundlage für weitere Untersuchungen. Ein solcher Eindruck ist also nicht aus einem Vergleichsmuster oder einem Maßstab, beispielsweise einem Lineal, abgeleitet.

## Begriffsbildung
Die Begriffsbildung geht auf die Beobachtung zurück, dass Versuchspersonen (Probanden) nach Erreichen einer bestimmten Vertrautheit mit einer Objektmenge in der Lage sind, Urteile über die Ausprägung einer quantifizierbaren Eigenschaft ohne Vergleich mit einem Standard-Objekt anzugeben.
Der Absoluteindruck und die aus ihm abgeleitete Absolutbeurteilung ist zu einem wesentlichen Bestandteil psychologischer Skalierungstests geworden. Dabei wird gefordert, Einstufungen in eine Kategorieschätzskala vorzunehmen, deren Kategorien beispielsweise durch folgende Urteile gebildet werden:
- sehr klein
- klein
- mittel
- groß
- sehr groß

Bei solchen Tests zeigt sich, dass der Absoluteindruck wesentlich täuschen kann. Beispiele dafür sind die Mondtäuschung, zahlreiche andere Sinnestäuschungen wie die Optische Täuschung sowie die Tatsache, dass viele Menschen nicht über ein absolutes Gehör verfügen. Dies bedeutet, dass der Absoluteindruck abhängig ist von der Art, der Darbietungsform und Folge der wirksamen Umgebungszustände bzw. Objekte sowie vor der spezifischen Aufgabenstellung.
Absoluteindrücke und -urteile hängen von der Klassenzugehörigkeit (Intension) der Objekte ab, auf die sie sich beziehen. Ein Hund von der Größe einer großen Katze wird z. B. wegen seiner Zugehörigkeit zu der Klasse der Hunde als klein beurteilt.